# Confédération générale du travail de la Martinique
La Confédération générale du travail de la Martinique (CGTM) est un syndicat martiniquais fondé en 1936, comme une fédération de la Confédération générale du travail. En 1976, elle s'est séparée de la CGT pour prendre son indépendance, c'est actuellement le premier syndicat de l'île.